# Iglesia de San Jorge (Las Fraguas)
La iglesia de San Jorge, conocida popularmente como el Partenón, es un templo católico situado sobre el cerro del mismo nombre en Las Fraguas (Arenas de Iguña, Cantabria), a escasos metros del perímetro de cierre del palacio de los Hornillos. Se construyó en 1890 como capilla, por deseo de los duques de Santo Mauro, sobre las ruinas de una ermita medieval. Está rodeada por un muro bajo de mampostería reforzado de sillería, que bordea un plano desde el cual se domina un pequeño cementerio situado más abajo, a uno de sus laterales.

## Historia

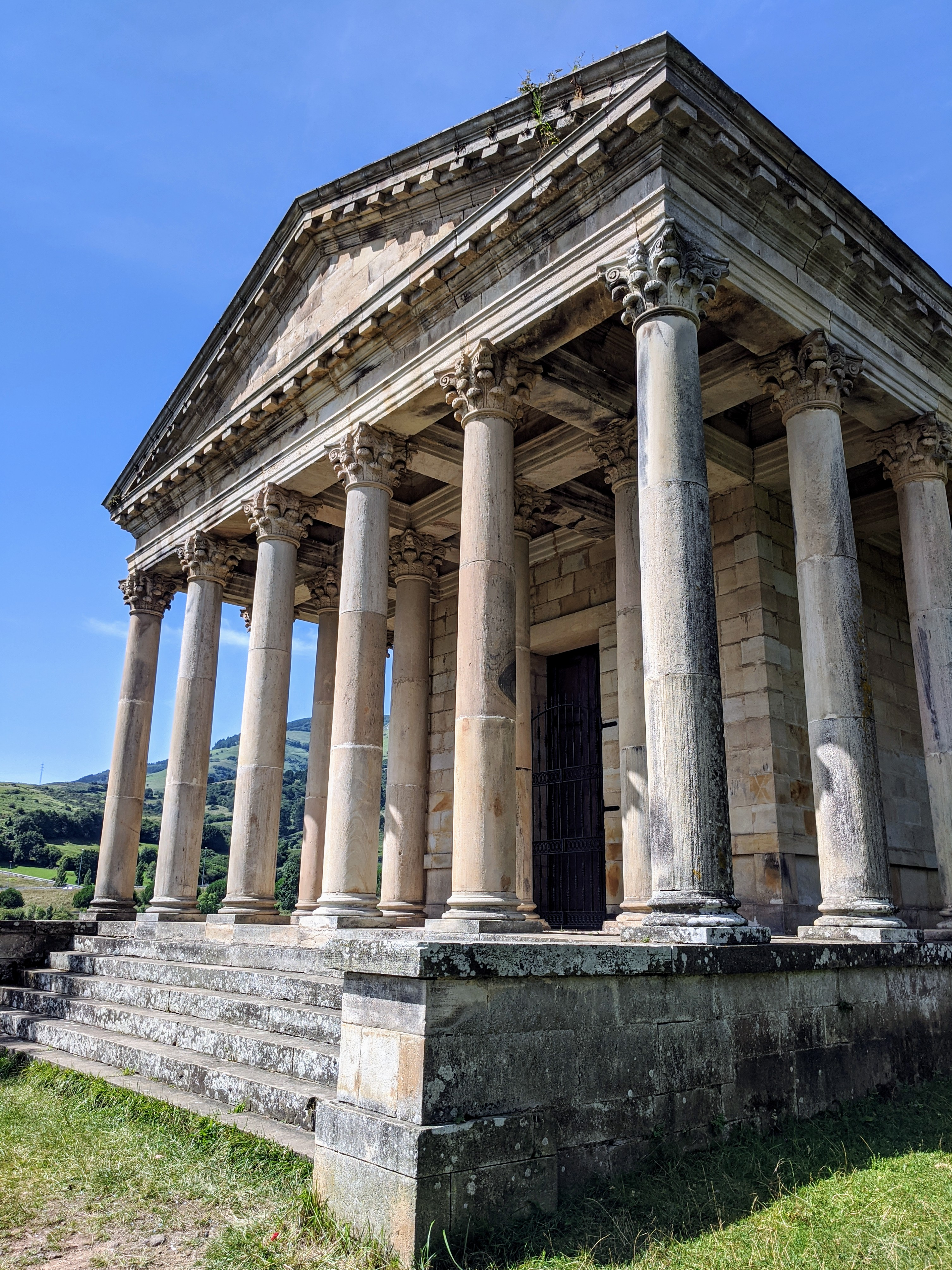
Fachada anterior de la iglesia

Construida en 1890 como capilla cercana a su palacio, fue donada por los duques al pueblo de Las Fraguas para servir de iglesia parroquial.
Durante la Guerra Civil fue utilizada por el bando republicano como cárcel.

## Arquitectura
Su particularidad es que fue construida como un templo griego hexástilo períptero (con un total de 40 columnas) de orden corintio, lo que origina su sobrenombre de El Partenón y es uno de los pocos y más importantes edificios puramente neoclásicos de Cantabria. Consta de arquitrabe, cornisa de billetes y frontón triangular, sin que exista una organización de metopas y triglifos.

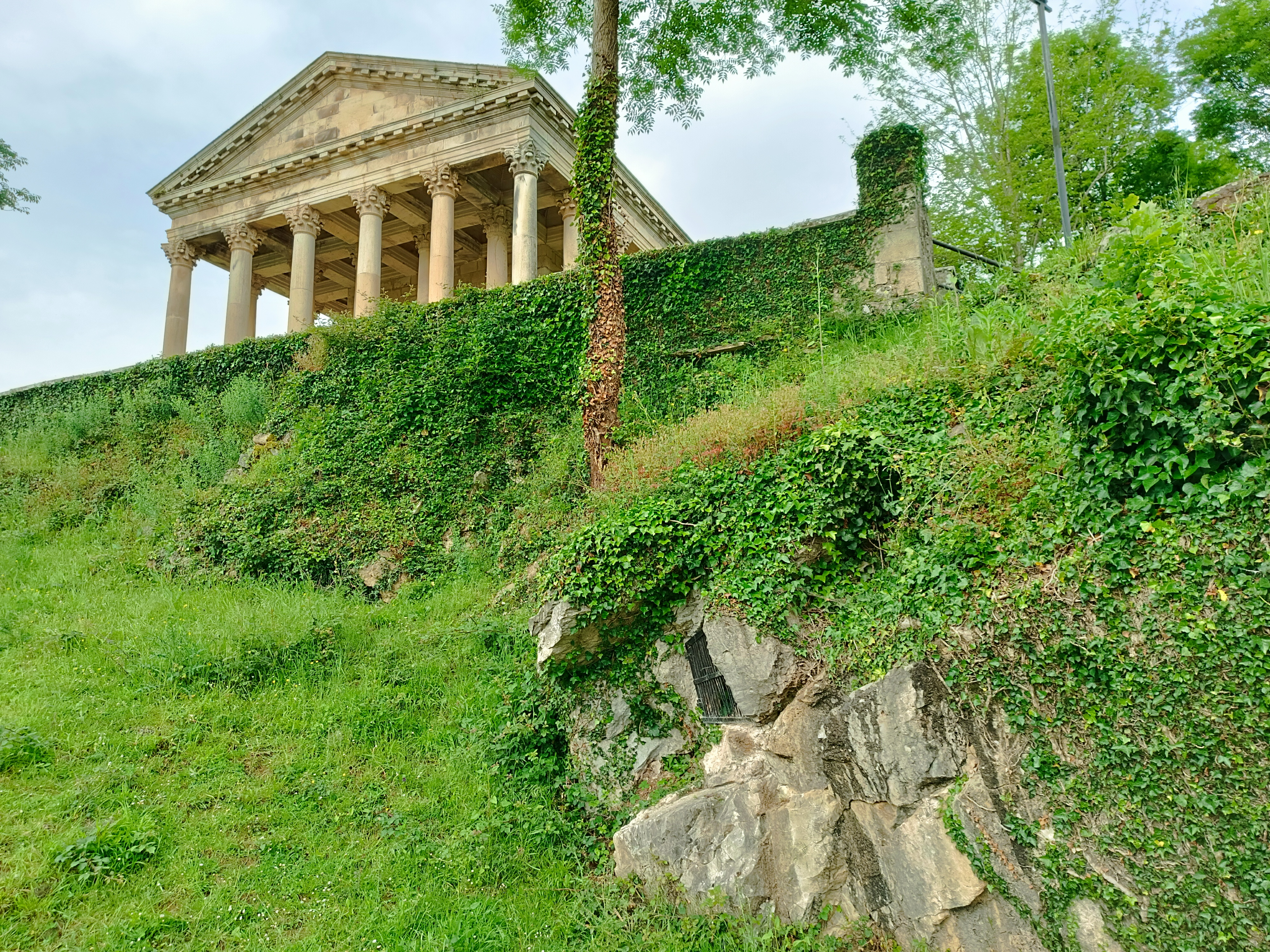
Vista de la fachada anterior